# 季强
季强（1951年10月6日—），江苏如东人，古生物学家。
毕业于南京大学地质系，在中国科学院南京地质古生物研究所从师于王成源研究员攻读牙形刺，分配北京中国地质科学院工作，后到德国在洪堡基金资助下，在盛肯堡自然博物馆跟齐格勒研究牙形刺作博士后工作，后竞争上任北京中国地质博物馆的馆长，卸任后回地质研究所负责领导科研工作。季强在晚泥盆世和早石炭世牙形类生物地层、泥盆-石炭系界线层型研究等方面成果显著，引起了国际同行的极大关注，1995年后开始致力于辽西燕辽生物群、热河生物群的研究。